# Георгій (Ящуржинський)
Архієпископ Георгій (в миру Гавриїл Олексійович Ящуржинський; 1778 — 1 квітня 1852, Тобольськ) — український релігійний діяч. Ректор Подільської духовної семінарії РПЦ.
Єпископ Російської православної церкви (безпатріаршої): єпископ Архангельський та Холмогорський (1830—1832 рр.) РПЦ, архієпископ Тобольський та Сибірський (1832—1852 рр.) РПЦ. На території України був єпископом Полтавським та Переяславським (1824—1830 рр.).

## Життєпис
Народився в сім'ї греко-католицького священника на Поділлі у Речі Посполитій. Навчався у Барському Василіянському та Вінницькому училищах Руської Унійної Церкви.
Закінчив Шаргородську духовну семінарію і був призначений у ній вчителем.
1807 р. — рукоположений в сан священника і призначений ключарем при Кам'янецькому катедральному соборі РПЦ, також вчитель місцевої семінарії РПЦ.
1810 р. — пострижений в чернецтво та призначений префектом Подільської духовної семінарії РПЦ.
1813 р. — зведений в сан архімандрита православного Кам'янецького Троїцького монастиря, ректор Подільської духовної семінарії.
24 серпня 1824 р. — хіротонія на єпископа Полтавського та Переяславського на лівому березі Дніпра, на землях старої Гетьманщини.
З першого дня вступу на архієрейську катедру Георгій, як любитель церковного співу, взяв за мету зробити хор найкращим, і з тієї пори поліпшення архієрейського хору стало головною його турботою. Усе духовенство він змушував вчитися співати по нотах і щодня «довго особисто займався цією справою».
На святкових богослужіннях він сам читав акафіст і тривалий час ходив з кадилом по церкві під час «протяжного» співу першого кондака та акафіста.
Організував продаж воскових свічок на користь архієрейського будинку і прославився як любитель «приносів». «Приноси» здійснювалися таким чином: при монастирі, де жив преосвященний, була катедральна крамниця із різними бакалійними товарами. Той, хто бажав здійснити «принос» мав придбати щось у цій крамниці, наприклад фунт чаю, цукру, вина тощо і відправлявся до «прийомної». «Принос» потім повертався назад до крамниці, знову продавався і знову повертався.

### Еміграція до Московії
До обер-прокурора Синоду князя П. С. Мещерського дійшли чутки про «користолюбство» Георгія. Хоча чутки не були підтверджені, Священний Синод постановив перевести його в гіршу єпархію — до Архангельська.
Із 16 квітня 1830 р. — єпископ Архангельський та Холмогорський синодальної церкви Російської імперії.
Будучи єпископом Архангельським синодальної РПЦ, Георгій наразився на незадоволення за участь у відкритті пам'ятника М. В. Ломоносову 25 липня 1832 р. З цього приводу Георгій отримав догану від Синоду.

### У західному Сибіру
При обер-прокурорі Синоду графі Н. Протасові єпископ Георгій відзначений, 30 червня 1845 переведений у Тобольськ із зведенням у сан архієпископа РПЦ. У цій єпархії, яка охоплювала землі сибірських татарів та угрів, показав себе ревним у справі догляду храмів. Із великими труднощами і небезпекою для життя подорожував по тундрі, відвідуючи церкви у найвіддаленіших від Тобольську селищах. Одного разу ледь не втопився у Іртиші, пропливши зі своєю свитою п'ять годин на напівзатонулому поромі.
Помер 1 квітня 1852 р. у Тобольську. Похований у архієрейській церкві за містом.